# 34822 Dhruvikparikh
34822 Dhruvikparikh è un asteroide della fascia principale. Scoperto nel 2001, presenta un'orbita caratterizzata da un semiasse maggiore pari a 2,6051777 au e da un'eccentricità di 0,1618274, inclinata di 3,12908° rispetto all'eclittica.